# Saint-Clément-de-Valorgue
 Saint-Clément-de-Valorgue  es una población y comuna francesa, situada en la región de Auvernia, departamento de Puy-de-Dôme, en el distrito de Ambert y cantón de Saint-Anthème.

## Demografía
| 315 | 277 | 268 | 270 | 237 | 215 |
| Para los censos de 1962 a 1999 la población legal corresponde a la población sin duplicidades (Fuente: INSEE [Consultar]) |     |     |     |     |     |